# Milton, Iowa
Milton là một thành phố thuộc quận Van Buren, tiểu bang Iowa, Hoa Kỳ. Năm 2010, dân số của thành phố này là 443 người.

## Dân số
Dân số qua các năm:
- Năm 2000: 550 người.
- Năm 2010: 443 người.